# Под звуки поцелуев
«Под звуки поцелуев» — дебютный студийный альбом российской исполнительницы Ольги Бузовой. Релиз состоялся 6 октября 2017 года под руководством лейбла Archer Music Production LLC.

## Об альбоме
О том, что Ольга готовит первый дебютный студийный альбом, она впервые рассказала после выхода 3 промосингла. Сам альбом включает в себя 11 официальных треков и 3 официального ремикса. Альбом попал в альбомные чарты iTunes разных стран. В России, Эстонии и Казахстане альбом достиг вершины чарта. Только лишь с этого альбома Ольге удалось заполучить 8 № 1 хитов в ITunes России, что является абсолютным рекордом, а в общем зачете она имеет 12 № 1 хитов. За первые 15 минут после релиза альбом встал на первую строчку в ITunes России, что стало рекордом, так же альбом имеет 3 платины в той же стране и является одним из самых продаваемых релизов 2017 года. За альбом Ольга получила более 10 наград и номинаций, в том числе «Прорыв года».

## Продвижение и релиз
В поддержку альбома было выпущено 6 официальных синглов: «Привыкаю», «Люди не верили», «Мало половин», «Хит-парад», «Неправильная» и «Бери меня», на каждый из которых был снят видеоклип. Так же, было выпущено 3 промосингла: «Под звуки поцелуев», «Улететь» и «Not enough for me», на которые не были сняты клипы.
После выхода альбома, Ольга объявила о шоу-турне с одноимённым названием «Под звуки поцелуев» по странам СНГ. Первые два концерта прошли в самых крупных городах России — в Санкт-Петербурге и Москве, которые состоялись 2—3 ноября 2017 года.

## Список композиций
| №                   | Название                                         | Автор(ы)                                                        | Длительность |
| ------------------- | ------------------------------------------------ | --------------------------------------------------------------- | ------------ |
| 1.                  | «Под звуки поцелуев»                             | Павел Кирбаба                                                   | 3:30         |
| 2.                  | «Хит-парад»                                      | Павел Кирбаба                                                   | 3:52         |
| 3.                  | «Люди не верили»                                 | Елизавета Хайкова • Валентин Хайнус • Павел Кирбаба             | 4:14         |
| 4.                  | «Равновесие»                                     | Юлия Павлова • Евгений Топориков                                | 3:18         |
| 5.                  | «Привыкаю»                                       | Павел Кирбаба                                                   | 3:48         |
| 6.                  | «Мало половин»                                   | Роман Мясников • Александр Степанов                             | 3:33         |
| 7.                  | «Неправильная»                                   | Николай Журавлёв • Алина Ткаченко • Павел Кирбаба               | 4:04         |
| 8.                  | «Бери меня»                                      | Дарья Кобец • Андрей Беляев • Елена Темникова                   | 2:45         |
| 9.                  | «Сама по себе»                                   | Екатерина Офлиян                                                | 3:51         |
| 10.                 | «Not Enough for Me»                              | Кирилл Музычук • Елизавета Ткаченко • Александр Гречаник        | 3:44         |
| 11.                 | «Улететь»                                        | Елизавета Хайкова • Валентин Хайнус                             | 3:01         |
| 12.                 | «Мало половин» (DJ Tarantino & DJ Dyxanin Remix) | Роман Мясников • Александр Степанов • DJ Tarantino • DJ Dyxanin | 4:22         |
| 13.                 | «Под звуки поцелуев» (DJ Pitkin Remix)           | Павел Кирбаба • DJ Pitkin • Ольга Бузова                        | 2:56         |
| 14.                 | «Привыкаю» (DJ Sasha Veter Remix)                | Павел Кирбаба • DJ Sasha Veter                                  | 4:48         |
| Общая длительность: | Общая длительность:                              | Общая длительность:                                             | 51:46        |

## Чарты
| Страна (2017)      | Пик |
| ------------------ | --- |
| Россия (iTunes)    | 1   |
| Эстония (iTunes)   | 1   |
| Казахстан (iTunes) | 1   |
| Европа (iTunes)    | 148 |
| Мир (iTunes)       | 216 |

## Клипы
1. «Привыкаю»[3] — реж. Алексей Голубев (2017)
2. «Люди не верили»[4] — реж. Евгений Кудин (2017)
3. «Мало половин»[5] — реж. Алексей Голубев (2017)
4. «Хит-парад»[6] — реж. Мария Скобелева (2017)
5. «Неправильная»[7] — реж. Мария Скобелева (2017)
6. «Бери меня»[8] — реж. Мария Скобелева (2018)